# Alešovčeva ulica, Ljubljana
Alešovčeva ulica je ena izmed ulic v Ljubljani. Poteka po meji med Spodnjo in Zgornjo Šiško.

## Zgodovina
Leta 1923 so na področju Spodnje Šiške preimenovali dotedanjo Slovensko ulico po slovenskemu pisatelju Jakobu Alešovcu.

## Urbanizem
Ulica se odcepi od Celovške ceste pri Drenikovi ulici in poteka proti severovzhodu prek gorenjske železniške proge do ljubljanske plinarne.